# Rodney Forcade
Rodney Warring Forcade ist ein US-amerikanischer Mathematiker.
Forcade studierte Mathematik an der University of Chicago mit dem Bachelor-Abschluss 1961 und dem Master-Abschluss 1963, war dann Instructor an der Southern Illinois University in Edwardsville und 1967 bis 1971 an der University of Washington, wo er 1971 bei Branko Grünbaum promoviert wurde (Hamiltonian Paths in Tournaments). Danach war er an der Illinois State University, 1977 bis 1979 Visiting Assistant Professor an der Brigham Young University, 1979 bis 1981 Assistant Professor an der Universität von Puerto Rico, ab 1981 Associate Professor und ab 1988 Professor an der Brigham Young University.
Forcade befasst sich mit Kombinatorik, algorithmischer Zahlentheorie, Kryptographie und vieldimensionalen Gitter-Parkettierungen. 1979 entwickelte er mit Helaman Ferguson an der Brigham Young University einen Algorithmus zur Entdeckung ganzzahliger Abhängigkeiten zwischen reellen Zahlen, aus dem später der PSLQ-Algorithmus wurde.